# Anablepsoides igneus
Anablepsoides igneus är en fiskart som beskrevs av Huber, 1991. Arten ingår i släktet Anablepsoides, och familjen Rivulidae. Inga underarter finns listade i Catalogue of Life.